# 로체리
로체리(Loceri)는 이탈리아 사르데냐 지역 누오로도에 있는 코무네이다. 칼리아리 북동쪽으로 약 80 킬로미터 (50 mi), 토르톨리 남서쪽으로 약 11 킬로미터 (7 mi) 떨어진 곳에 위치한다. 2004년 12월 31일 기준으로 인구는 1,290명이고 면적은 19.3 제곱킬로미터 (7.5 mi2)이다.
로체리는 다음 코무네와 접한다: 바리사르도, 일보노, 라누세이, 오시니, 테르테니아.